# Jerome Clark
Jerome Clark (sinh 27 tháng 11 năm 1946) là một nhà nghiên cứu và nhà văn người Mỹ, chuyên về các vật thể bay không xác định và đề tài siêu nhiên khác. Ông từng xuất hiện trên chương trình Báo cáo Đặc biệt của kênh ABC News, Unsolved Mysteries, Sightings và A&E Network thảo luận về UFO và những điều kỳ quặc khác. Clark cũng là một nhạc sĩ nhạc đồng quê và nhạc dân gian được nhiều người biết đến.

## Tiểu sử
Clark sinh ra và lớn lên ở Canby, Minnesota; ông theo học trường Đại học Tiểu bang Nam Dakota và Đại học Tiểu bang Minnesota. Ông từng là một nhà văn, phóng viên và biên tập viên cho một số tạp chí về UFO và các chủ đề siêu nhiên khác. Ông vào làm biên tập viên của tạp chí Fate và báo International UFO Reporter, đồng thời là thành viên của ban giám đốc Trung tâm Nghiên cứu UFO.
Trong những năm 1990, Clark là tác giả của bộ sách nhiều tập The UFO Encyclopedia: The Phenomenon From The Beginning. Library Journal đã nêu trong phần nhận xét về quyển The UFO Encyclopedia rằng "Một tài liệu chuyên môn về UFO đáng kính cung cấp bản cập nhật rất cần thiết của lĩnh vực [UFO] với bộ bách khoa toàn thư mới này...[nó] là cách xử lý triệt để nhất về hiện tượng khó hiểu này...bộ [bách khoa toàn thư] nên được lưu tâm bởi các thư viện công cộng và hàn lâm lớn hơn." Choice: Current Reviews for Academic Libraries đã viết rằng "số bài báo này đều là sự thực và cân bằng, không phải là tín ngưỡng cũng như quan điểm của người hoài nghi chiếm ưu thế", và The UFO Encyclopedia là "được giới thiệu dành cho những thư viện công cộng và các bộ sưu tập của những sinh viên đại học chưa tốt nghiệp." Năm 1997, ấn bản một tập tóm lược của bộ The UFO Encyclopedia, mang tên The UFO Book: Encyclopedia of the Extraterrestrial, được xuất bản dưới dạng bìa mềm thương mại. Năm 1998, cuốn The UFO Book đoạt giải Benjamin Franklin thuộc hạng mục Khoa học/Môi trường do Hiệp hội các Nhà xuất bản Sách Độc lập tài trợ.
Trong bài đánh giá cuốn sách năm 1999 của ông có tựa đề Cryptozoology A to Z, Salon.com nhận xét rằng Clark và đồng tác giả Loren Coleman "thể hiện bản chất hỗ trợ đầy sức cảm động" cho một chủ đề thường bị chỉ trích vì thiếu tính khắc khe của khoa học.
Sunday Express đã kết hợp những lời phê bình trong cuốn sách năm 2000 của Clark nhan đề Extraordinary Encounters, An Encyclopedia of Extraterrestrials and Otherworldly Beings với một cuốn sách tương tự khác mang tên UFOs and Popular Culture của James R. Lewis, gọi cả hai cuốn sách đều "chứa đầy tính giải trí không thể giải thích được" và bình luận rằng chúng "tìm cách duy trì toàn bộ nội dung mang tính hợp lý lành mạnh và cởi mở, không quá nghi ngờ và cũng chưa sẵn sàng để tin vào những tuyên bố của những tín đồ UFO."
Theo viện sĩ thuộc phe hoài nghi Paul Kurtz, "Clark công kích những người hoài nghi vì tính bảo thủ và giáo điều, nhưng ông ta dễ bị ấn tượng bởi bằng chứng đáng ngờ."

## Đánh giá về nhạc phẩm và âm nhạc
Clark đã sáng tác những bài hát được thu âm hoặc biểu diễn bởi các nhạc sĩ như Emmylou Harris, Mary Chapin Carpenter và Tom T. Hall và từng hợp tác với Robin và Linda Williams. Ông cũng viết một số bài bình luận về các đĩa CD và album âm nhạc dân gian Mỹ cho tạp chí Rambles.

## Tác phẩm xuất bản
- Unexplained: Strange Sightings, Incredible Occurrences, and Puzzling Physical Phenomena, third edition, 2012, Visible Ink Press, ISBN 1-57859-344-1
- Hidden Realms, Lost Civilizations, and Beings from Other Worlds, 2010, Visible Ink Press, ISBN 1-57859-175-9
- The Unidentified & Creatures of the Outer Edge by Jerome Clark and Loren Coleman. Anomalist Books, 2006. ISBN 1933665114
- Unnatural Phenomena: A Guide to the Bizarre Wonders of North America, 2005, ABC-Clio Books, ISBN 1-57607-430-7
- Strange Skies: Pilot Encounters with UFOs, 2003, Citadel Books, ISBN 0-8065-2299-2
- Extraordinary Encounters: an Encyclopedia of Extraterrestrials and Otherworldly Beings, 2000, ABC-CLIO. ISBN 1-57607-379-3
- Cryptozoology A to Z: The Encyclopedia of Loch Monsters, Sasquatch, Chupacabras, and Other Authentic Mysteries of Nature by Loren Coleman and Jerome Clark. Simon and Schuster, 1999. ISBN 0684856026
- The UFO Encyclopedia: The Phenomenon From The Beginning (2-Volume Set), 1998, Omnigraphics Books, ISBN 0-7808-0097-4
- The UFO Book: Encyclopedia of the Extraterrestrial, 1997, Visible Ink Press, ISBN 1-57859-029-9
- Spacemen, demons, and conspiracies by Jerome Clark. Fund for UFO Research, 1997
- Encyclopedia of Strange and Unexplained Physical Phenomena, 1993, Thomson Gale Press, ISBN 0-8103-8843-X
- Creatures of the goblin world by Jerome Clark and Loren Coleman. Clark Publications, 1984
- Earths Secret Inhabitants by D Scott Rogo and Jerome Clark. Tempo Books, 1979. ISBN 0-448-17062-0
- The Unidentified: Notes Toward Solving the UFO Mystery by Jerome Clark and Loren Coleman. Warner Paperback Library, 1975. ISBN 0-446-78735-3
- Strange & Unexplained Happenings: When Nature Breaks the Rules of Science by Jerome Clark and Nancy Pear. UXL Publishing. ISBN 0-8103-9780-3